# Цай Цзикунь
Цай Цзику́нь (кит. упр. 蔡继琨, пиньинь Cài Jìkūn; 25 сентября 1912 — 21 марта 2004) — тайваньский дирижёр, композитор и музыкальный педагог.

## Биография
Родился в семье из тайваньского города Чжанхуа, давшей несколько поколений учёных и администраторов, но в конце 1890-х гг., в связи с оккупацией Тайваня Японией, перебравшейся в континентальный Китай и обосновавшейся на землях Цюаньчжоуской управы. Окончил Цзимэйский университет в Сямыне (1932), некоторое время руководил там же военным оркестром. Затем учился в Токийской школе музыки, изучая композицию у Масао Оки и дирижирование у Синъити Судзуки; частным образом брал уроки также у работавшего в Японии дирижёра Йозефа Розенштока. В 1936 году с сочинением для оркестра «Огни рыбацких лодок на реке Сюньцзян» выиграл в Токио композиторский конкурс, опередив многих более именитых участников. В японский период эпизодически выступал как дирижёр с Японским симфоническим оркестром.
Вернувшись в Китай в 1937 году, принял участие в китайско-японской войне как дирижёр военного оркестра, написал ряд песен патриотического содержания. В 1940 году организовал и возглавил музыкальное училище провинции Фуцзянь. В том же году женился на певице Е Баои (1915—1974).
После того, как с окончанием Второй мировой войны губернатор провинции Фуцзянь Чэнь И занял важные административные посты на Тайване, он пригласил Цай Цзикуня с собой, присвоив ему звание генерал-майора и поручив создание первого на Тайване симфонического оркестра; 1 декабря 1945 года под руководством Цай Цзикуня был основан Симфонический оркестр Тайваньского гарнизонного командования (ныне Национальный Тайваньский симфонический оркестр). В состав коллектива входили, помимо собственно оркестра, духовой оркестр и хор, в общей сложности около 200 музыкантов. Помимо руководства оркестром Цай Цзикунь преподавал в новосозданном отделении музыки Учительского института провинции Тайвань (ныне Национальный Тайваньский нормальный университет), а также основал выходивший шесть раз в год музыкальный журнал.
С 1949 года на протяжении многих лет жил и работал на Филиппинах как дипломат. Выступал как дирижёр с Манильским концертным оркестром.